# Анно-Рудаево
Анно-Рудаево (укр. Ганно-Рудаєве), село,
Лукашевский сельский совет,
Близнюковский район,
Харьковская область, Украина.
Код КОАТУУ — 6320684005. Население по переписи 2001 г. составляет 57 (31/26 м/ж) человек.

## Географическое положение
Село Анно-Рудаево находится в верховье реки Большая Терновка, есть мост.
На реке сделана запруда ~5 га.
В 3-х км проходит автомобильная дорога Т-2113, с запада примыкает село Рудаево, с востока — село Миролюбовка, в 3-х км — пгт Близнюки, на расстоянии 3-х км железнодорожные станции Рудаево и Близнецы.

## Происхождение названия
Русское название Анно-Рудаево сильно отличается от украинского Ганно-Рудаєве, что приводит к путанице в документации.

## История
- 1910 — дата основания.

## Экономика
- В селе есть молочно-товарная ферма.